# 자이언트 록

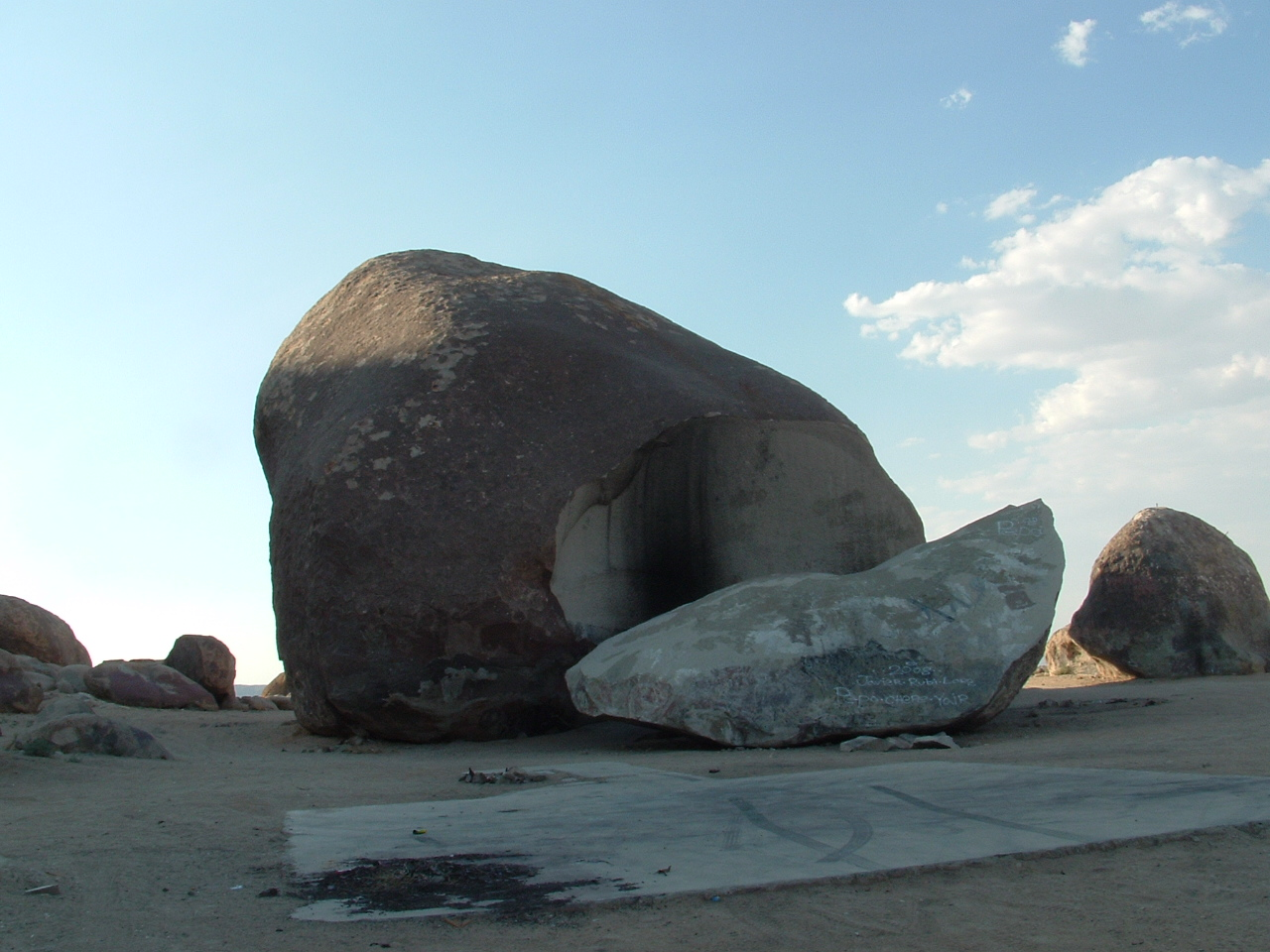
자이언트 록

평균 크기의 픽업트럭과 비교한 자이언트 록

자이언트 록(Giant Rock)은 캘리포니아주 랜더스 근처의 모하비 사막과 해병대 항공지상전투센터 투웬티나인팜스에 위치한 커다란 독립형 볼더 (지질학)로, 5800 평방피트 (5,800 제곱피트 (540 m2))의 면적을 덮고 있다. 자이언트 록은 북미에서 가장 큰 독립형 볼더이며, 세계에서 가장 큰 독립형 볼더로 알려져 있다.
1930년대에 프랭크 크리처는 자이언트 록으로 이주했다. 사막 거북이가 자신을 식히기 위해 굴을 파는 것에 영감을 받아, 크리처는 다이너마이트를 사용하여 바위 북쪽에 집을 팠다. 그는 빗물 수집 시스템과 환기 터널을 설계했다. 지하 집은 섭씨 26.7도(80 °F (27 °C))보다 뜨겁거나 섭씨 12.8도(55 °F (13 °C))보다 시원한 적이 없었다고 한다. 크리처는 근처의 고대 호수 바닥에 비행장을 건설했으며, 1941년에는 하루 평균 한 대의 비행기가 이착륙했다. 크리처는 1942년 7월 24일, 지역 경찰의 조사를 받던 중 지하 방에서 다이너마이트가 자가 폭발하여 사망했다.
1950년대에 자이언트 록은 UFO 신봉자들의 모임 장소였다. 이곳은 당시 크리처의 친구이자 외계인 접촉자이자 UFO 대회의 주최자로 알려진 조지 밴 태슬이 임대한 토지에 위치했다. 1947년, 전 항공기 검사관이었던 밴 태슬은 토지관리국으로부터 부지를 임대하여 로스앤젤레스를 떠나 아내와 세 자녀와 함께 자이언트 록으로 이주했다. 1950년대 초반, 밴 태슬은 크리처의 옛 지하 집에서 금요일 밤 "명상" 모임을 시작했으며, 그곳에서 그는 "자비로운 금성 외계인"으로부터 텔레파시를 통한 교신을 받았다고 주장했다. 밴 태슬은 또한 근처에 인테그라트론과 카페, 상점, 주유소, 그리고 자이언트 록 공항을 건설했으며, 1947년부터 1975년까지 운영했다.
자이언트 록 공항은 연방항공국으로부터 상업용 항공기의 비상 착륙장으로 사용하도록 인증받았다. 1960년대 초반에는 하루에 약 한 편의 비행기 운항이 있었다. 1961년 11월부터 1962년 10월까지 이곳은 R. F. 마일스 주니어(R. F. Miles, Jr.)가 8000-115000 피트 (8,000–115,000 피트 (2,400–35,100 m)) 고도에서 지구 대기 중 중성자 밀도를 측정하기 위해 헬륨 풍선을 발사하는 장소로 사용되었다.
2000년 초반에 자이언트 록은 두 조각으로 갈라져 흰색 화강암 내부가 드러났다. 바위의 외부 표면은 부분적으로 그래피티로 덮여 있다.

## 대중문화
자이언트 록과 밴 태슬의 허구화된 버전은 하리 쿤즈루의 소설 《Gods Without Men》의 줄거리에서 중요한 역할을 한다.
호주 예술가 티나 하벨록 스티븐스는 현장에서 드럼을 연주하는 모습을 담은 비디오 작품으로 블레이크상을 수상했다.
여닝 맨의 라이브 앨범 《Live at Giant Rock》은 밴드가 볼더 근처에서 공연하며 녹음되었다.
자이언트 록은 팀 파워스의 SF (장르) 소설 《Stolen Skies》에서 중요한 역할을 한다.

## 같이 보기
- 개별 암석 목록